# Kaluza-Klein-Einstein-Feldgleichungen
Die fünfdimensionalen Kaluza-Klein-Einstein-Feldgleichungen sind in der Kaluza-Klein-Theorie, einer Vereinigung von Allgemeiner Relativitätstheorie und Elektromagnetismus, eine Verallgemeinerung der vierdimensionalen Einsteinschen Feldgleichungen. Diese benutzen den Kaluza-Klein-Einstein-Tensor, eine Verallgemeinerung des Einstein-Tensors, und können aus der Kaluza-Klein-Einstein-Hilbert-Wirkung hergeleitet werden, einer Verallgemeinerung der Einstein-Hilbert-Wirkung. Diese enthalten zudem ein als Kaluza-Wunder bekanntes Phänomen, nämlich dass die Beschreibung des fünfdimensionalen Vakuums genau in ein vierdimensionales Elektrovakuum und die Maxwell-Gleichungen sowie eine zusätzliche Feldgleichung für das Radion der kompaktifizierten Dimension zerfällt:
{\displaystyle {\text{D=5 Vakuumfeldgleichungen}}\left\{{\begin{array}{c}{\text{D=4 Elektrovakuumfeldgleichungen}}\\{\text{Maxwell-Gleichungen}}\\{\text{Radion-Feldgleichung}}\end{array}}\right.}
Benannt sind die Kaluza-Klein-Einstein-Feldgleichungen nach Theodor Kaluza, Oskar Klein und Albert Einstein.

## Kaluza-Klein-Einstein-Tensor
Sei {\displaystyle {\widetilde {g}}_{ab}} die Kaluza-Klein-Metrik, {\displaystyle {\widetilde {R}}_{ab}} der Kaluza-Klein-Ricci-Tensor und {\displaystyle {\widetilde {R}}:={\widetilde {g}}^{ab}{\widetilde {R}}_{ab}} das Kaluza-Klein-Ricci-Skalar. Der Kaluza-Klein-Einstein-Tensor ist gegeben durch:
{\displaystyle {\widetilde {G}}_{ab}:={\widetilde {R}}_{ab}-{\frac {\widetilde {R}}{2}}{\widetilde {g}}_{ab}.}
Diese Definition ist analog zu der des Einstein-Tensors und hat daher auch die zentrale Eigenschaft, divergenzfrei zu sein:
{\displaystyle {\widetilde {\nabla }}^{a}{\widetilde {G}}_{ab}=0.}
Eine Kontraktion ergibt:
{\displaystyle {\widetilde {G}}={\widetilde {g}}^{ab}{\widetilde {G}}_{ab}={\widetilde {g}}^{ab}{\widetilde {R}}_{ab}-{\frac {\widetilde {R}}{2}}{\widetilde {g}}^{ab}{\widetilde {g}}_{ab}={\widetilde {R}}-{\frac {5}{2}}{\widetilde {R}}=-{\frac {3}{2}}{\widetilde {R}}.}
Da die fünf Dimensionen der Raumzeit eingehen, ist die Identität verschieden von {\displaystyle G=-R} aus der Allgemeinen Relativitätstheorie.

## Kaluza-Klein-Einstein-Feldgleichungen
Die Kaluza-Klein-Einstein-Feldgleichungen sind gegeben durch:
{\displaystyle {\widetilde {G}}_{ab}:=\kappa {\widetilde {T}}_{ab}.}
Da aus {\displaystyle {\widetilde {G}}=0} direkt {\displaystyle {\widetilde {R}}=0} aus der obigen Relation folgt, vereinfachen sich die Vakuumgleichungen {\displaystyle {\widetilde {G}}_{ab}=0} zu {\displaystyle {\widetilde {R}}_{ab}=0}.
Die Kaluza-Klein-Einstein-Feldgleichungen teilen sich auf in:
{\displaystyle G_{\mu \nu }:={\frac {\phi ^{2}}{2}}T_{\mu \nu }^{\mathrm {em} }-{\frac {1}{\phi }}\left(\nabla _{\mu }\partial _{\nu }\phi -g_{\mu \nu }\square \phi \right),}
{\displaystyle \nabla ^{\mu }F_{\mu \nu }=-3{\frac {\partial ^{\mu }\phi }{\phi }}F_{\mu \nu },}
{\displaystyle \square \phi ={\frac {\phi ^{3}}{4}}F^{\mu \nu }F_{\mu \nu }.}
Insbesondere die erste Gleichung hat die gleiche Struktur wie die Brans-Dicke-Einstein-Feldgleichungen mit verschwindender Dicke-Kopplung. Eine Kontraktion ergibt:
{\displaystyle G=g^{\mu \nu }G_{\mu \nu }={\frac {\phi ^{2}}{2}}\underbrace {g^{\mu \nu }T_{\mu \nu }^{\mathrm {em} }} _{=0}-{\frac {1}{\phi }}{\big (}\underbrace {g^{\mu \nu }\nabla _{\mu }\nabla _{\nu }} _{=\square }\phi -\underbrace {g^{\mu \nu }g_{\mu \nu }} _{=4}\square \phi {\big )}={\frac {3}{\phi }}\square \phi ={\frac {3}{4}}\phi ^{2}F^{\mu \nu }F_{\mu \nu }.}
Wichtige Spezialfälle der Kaluza-Klein-Einstein-Feldgleichungen sind ein konstantes Graviskalar {\displaystyle \phi } und ein verschwindendes Graviphoton {\displaystyle A^{\mu }}. Jedoch kann das Graviskalar {\displaystyle \phi } wegen dessen Division in den Feldgleichungen nicht ebenfalls verschwinden oder viel grundlegender, da dadurch die Kaluza-Klein-Metrik singulär wird. Der genaue Wert eines konstanten Graviskalars ist dabei irrelevant für die zweite und dritte Gleichung, taucht jedoch im Vorfaktor der rechten Seite der ersten Gleichung auf. Doch durch Übernahme in das Graviphotonenfeld {\displaystyle A^{\mu }}, welches im elektromagnetischen Energie-Impuls-Tensor {\displaystyle T_{\mu \nu }^{\mathrm {em} }} ebenfalls in zweiter Ordnung auftaucht, lässt sich ohne Beschränkung der Allgemeinheit einfach die Einsteinsche Gravitationskonstante nehmen.
Für ein konstantes Radionfeld {\displaystyle \phi } werden die Feldgleichungen zu:
{\displaystyle G_{\mu \nu }:=\kappa T_{\mu \nu }^{\mathrm {em} },}
{\displaystyle \nabla ^{\mu }F_{\mu \nu }=0,}
{\displaystyle F^{\mu \nu }F_{\mu \nu }=0.}
Für ein verschwindendes Graviphotonfeld {\displaystyle A^{\mu }} werden die Feldgleichungen zu:
{\displaystyle R_{\mu \nu }=-{\frac {1}{\phi }}\nabla _{\mu }\nabla _{\nu }\phi ,}
{\displaystyle \square \phi =0.}

## Kaluza-Klein-Einstein-Hilbert-Wirkung

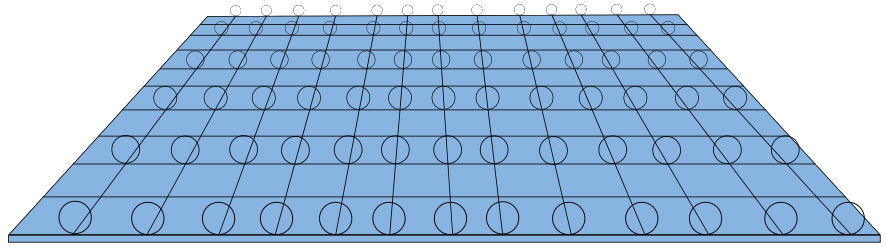
Visualisierung der Kaluza-Klein-Kompaktifizierung mit einem Kreis an jedem Punkt der Raumzeit

Durch den Prozess der Kaluza-Klein-Kompaktifizierung ist die zusätzliche Extradimension in Form eines Kreises eingerollt. Daher hat die fünfdimensionale Raumzeit die Form {\displaystyle \Sigma \times S^{1}} mit einer vierdimensionalen Mannigfaltigkeit (oder 4-Mannigfaltigkeit) {\displaystyle \Sigma } und dem Kreis {\displaystyle S^{1}}. Eine kanonische Verallgemeinerung der Einstein-Hilbert-Wirkung auf dieser Mannigfaltigkeit mit der Ersetzung des metrischen Tensors und Ricci-Skalars durch die Kaluza-Klein-Metrik und das Kaluza-Klein-Ricci-Skalar ergibt die Kaluza-Klein-Einstein-Hilbert-Wirkung:
{\displaystyle S_{\mathrm {KKEH} }=\int _{\Sigma \times S^{1}}\mathrm {d} ^{5}x{\sqrt {-{\widetilde {g}}}}{\widetilde {R}}=\int \mathrm {d} x^{4}\int _{\Sigma }\mathrm {d} ^{4}x{\sqrt {-g}}\phi {\widetilde {R}}}
Diese ist der Spezialfall der Brans-Dicke-Einstein-Hilbert-Wirkung mit verschwindender Dicke-Kopplung wie angedeutet in den obigen Gleichungen. Die Integration {\displaystyle \int \mathrm {d} x^{4}} entlang der zusätzlichen Dimension wird häufig in die Gravitationskonstante geschoben.